# Арутюнян, Ованес
Ованес Арутюнян (литературный псевдоним — Тлкатинци (Թլկատինցի) (арм. Հարությունյան Հովհաննես; 1860, с. Тлкатин Харбердского вилайета, Османская империя — 20 июня 1915) — армянский писатель, драматург, педагог, общественный деятель. Был убит турецкими погромщиками во время депортации армянского населения из Западной Армении.

## Биография

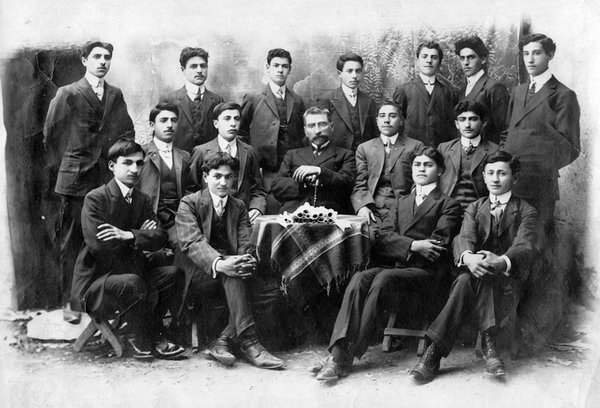
Тлкатинци с воспитанниками Харбердского национального центра. 1910 г.

Сын крестьянина. Рано остался сиротой. Жил с матерью в нищете.
Окончил сперва приходскую школу, затем училище Смбатян в г. Харберде Восточная Анатолия. В течение многих лет учительствовал в армянских сельских школах.
Всю свою жизнь прожил в близ Харберда. Во время, когда тысячи его соотечественников покидали свою родину и уезжали в Америку, он решительно противостоял волне эмиграции. Имея смутное представление об активизации революционных партий того времени, никогда связан ни с одной из них.
В 1887 — основал Харбердский национальный центр, школу, в которой изучались армянская светская и церковная история, классический и современный армянский язык и грамматика, английский и французский язык и литература, турецкий, математика, музыка и физика. До конца жизни был её директором. Преподавал армянский язык.
В 1895 году национальный центр подвергся нападению антиармянской толпы и полностью сгорел. К 1900 году при активной деятельности О. Арутюняна школа была восстановлена.
В 1903 году, в ходе борьбы с армянскими активистами, он был арестован и провёл в тюрьме девять месяцев. После освобождения ему было разрешено возобновить свою деятельность в качестве директора Центральной школы.
Жертва турецкого геноцида 1915 года.
20 июня 1915 года был убит вместе с семьей в ущелье недалеко от своего места рождения.

## Творчество
Первые литературные опыты Тлкатинци относятся к 1880 годам, в которых он отображал напряжённую ситуацию в Западной Армении после русско-турецкой войны 1877—1878 годов и тяжёлое экономическое положение своего народа. После армянских погромов (1894—1896) — в центре внимания писателя — трагедия западно-армянского крестьянства, его беззащитность перед турецкими властями.
Автор рассказов, новелл, стихов и драматических произведений. В его творчестве отразились патриархальный быт и нравы жителей глухой провинции конца XIX и начала XX в.
Персонажи произведений Тлкатинци — армянские и азербайджанские феодалы, сельские ростовщики, представители духовенства и эксплуатируемые армянские крестьяне. С юмором и сарказмом разоблачал и бичевал отдельных представителей эксплуататорских классов, в особенности духовенства, хотя в своих общественных взглядах и не шёл дальше либерализма. Его рассказы сосредоточены исключительно на психологии, ценностях и межличностных отношениях обычных окружающих писателя людей.
Язык Тлкатинци богат оборотами народной разговорной речи.

## Избранные произведения
- Последнее место (1900)
- Передок прялки (1900)
- Я выполнил свою часть
- Из темных углов.